# Windows Defender
Windows Security (Bảo mật Windows) (trước đây là Windows Defender) là một thành phần phần mềm diệt virus của Microsoft Windows. Nó được phát hành lần đầu tiên như một chương trình chống gián điệp miễn phí cho Windows XP và được cài đặt trên Windows Vista và Windows 7. Nó đã phát triển thành một chương trình chống vi-rút đầy đủ, thay thế Microsoft Security Essentials trong Windows 8 và các phiên bản sau.
Vào tháng 3 năm 2019, Microsoft công bố Microsoft Defender ATP for Mac dành cho khách hàng doanh nghiệp để bảo vệ các thiết bị Mac của họ khỏi các cuộc tấn công trên mạng công ty, và một năm sau, để mở rộng bảo vệ cho các thiết bị di động, Microsoft công bố Microsoft Defender ATP cho Android và iOS, bao gồm Microsoft SmartScreen, một tường lửa, và tính năng quét malware. Phiên bản di động của Microsoft Defender cũng bao gồm tính năng chặn truy cập vào dữ liệu công ty nếu phát hiện ứng dụng độc hại được cài đặt.

## Chức năng cơ bản
Windows Defender có chức năng quét hệ thống như các phần mềm miễn phí khác trên thị trường, và bao gồm một số tác tử bảo mật thời gian thực theo dõi sự thay đổi một vài khu vực chung của Windows có thể do bị nhiễm spyware. Nó cũng có khả năng gỡ các ứng dụng ActiveX đã được cài đặt. Ngoài ra việc tích hợp vào mạng SpyNet của Microsoft cho phép người dùng thông báo cho Microsoft những gì họ cho là spyware, và những ứng dụng hay trình điều khiển nào cho phép cài đặt trên hệ thống của họ.

## Lịch sử

### Beta 1

Microsoft AntiSpyware Beta 1 (bản 1.0.701)

Windows Defender dựa trên GIANT AntiSpyware, được phát triển bởi GIANT Company Software, Inc. Sau này công ty được Microsoft mua lại 16 tháng 12 năm 2004. Trong khi GIANT AntiSpyware hỗ trợ các phiên bản Windows cũ hơn, hỗ trợ cho dòng hệ điều hành Windows 9x đã bị bỏ.
Bản đầu tiên của Microsoft AntiSpyware được phát hành dưới dạng beta vào ngày 6 tháng 1 năm 2005 cơ bản là một phiên bản đóng gói lại của GIANT AntiSpyware. Nó là sản phẩm miễn phí (chỉ cho những bản Windows hợp pháp), thêm một vài chức năng mới và gắn thương hiệu sản phẩm Microsoft. Nhiều bản build khác được đưa ra trong năm 2005 theo tiến trình, với bản Beta 1 sạch vào ngày 21 tháng 11 năm 2005.

### Beta 2
Ở hội nghị RSA Security năm 2005, trưởng kiến trúc sư phần mềm và nhà sáng lập Microsoft, Bill Gates, thông báo rằng Windows Defender (hay còn gọi là Microsoft AntiSpyware cho đến ngày 4 tháng 11 năm 2005) sẽ miễn phí cho tất cả các bản hợp lệ của Windows 2000, Windows XP, và Windows Server 2003 bảo vệ hệ thống của người dùng trước sự tấn công ngày 
càng tăng của malware.
Windows Defender (Beta 2) phát hành ngày 13 tháng 2 năm 2006. Chương trình mang tên mới và thiết kế lại giao diện người dùng. Bộ lõi được viết lại bằng C++, không như bản gốc do GIANT phát triển, viết bằng Visual Basic. Điều này cải thiện hiệu năng ứng dụng. Ngoài ra, từ bản beta 2, chương trình làm việc như một dịch vụ Windows, không như các bản trước đó, cho phép bảo vệ máy tính ngay cả khi người dùng chưa đăng nhập. Ứng dụng Windows Defender thực chất là một giao diện kết nối với dịch vụ có cùng tên. Beta 2 cũng yêu cầu xác nhận Windows Genuine Advantage. Tuy vậy, Windows Defender (Beta 2) không chứa một số công cụ có trong Microsoft AntiSpyware (Beta 1). Microsoft bỏ đi System Inoculation, Secure Shredder và System Explorer tìm thấy trong MSAS (Beta 1) cũng như công cụ Tracks Eraser, cho phép người dùng xóa đi rất nhiều file tạm trong Internet Explorer 6, bao gồm cả các cookie, cache trình duyệt, và lịch sử phát media của Windows Media Player. Microsoft sau này phát hành bản tiếng Đức và tiếng Nhật cho Windows Defender (Beta 2).

### Bản cuối cùng
Vào ngày 24 tháng 10 năm 2006, Microsoft phát hành bản chính thức. Hỗ trợ Windows XP, Windows Server 2003 và Windows Vista; tuy nhiên, không như các bản beta, nó không chạy trên Windows 2000 theo mặc định.

### Thay thế
Vào ngày 29 tháng 9 năm 2009, Microsoft cho ra Microsoft Security Essentials, một chương trình chống malware miễn phí. Một thông báo chính thức của Microsoft vào ngày 23 tháng 6 năm 2009 trên diễn đàn cộng đồng Microsoft nói rằng Microsoft Security Essentials thay Windows Defender với khả năng phát hiện malware rộng hơn. Một thông báo cũng nói rằng người dùng không cần chạy thêm Windows Defender nữa, cả hai ứng dụng có thể cài song song và Microsoft Security Essentials sẽ tắt Windows Defender.

## Các chức năng nâng cao

Windows Defender chặn Hotbar, một mớ phần mềm quảng cáo.

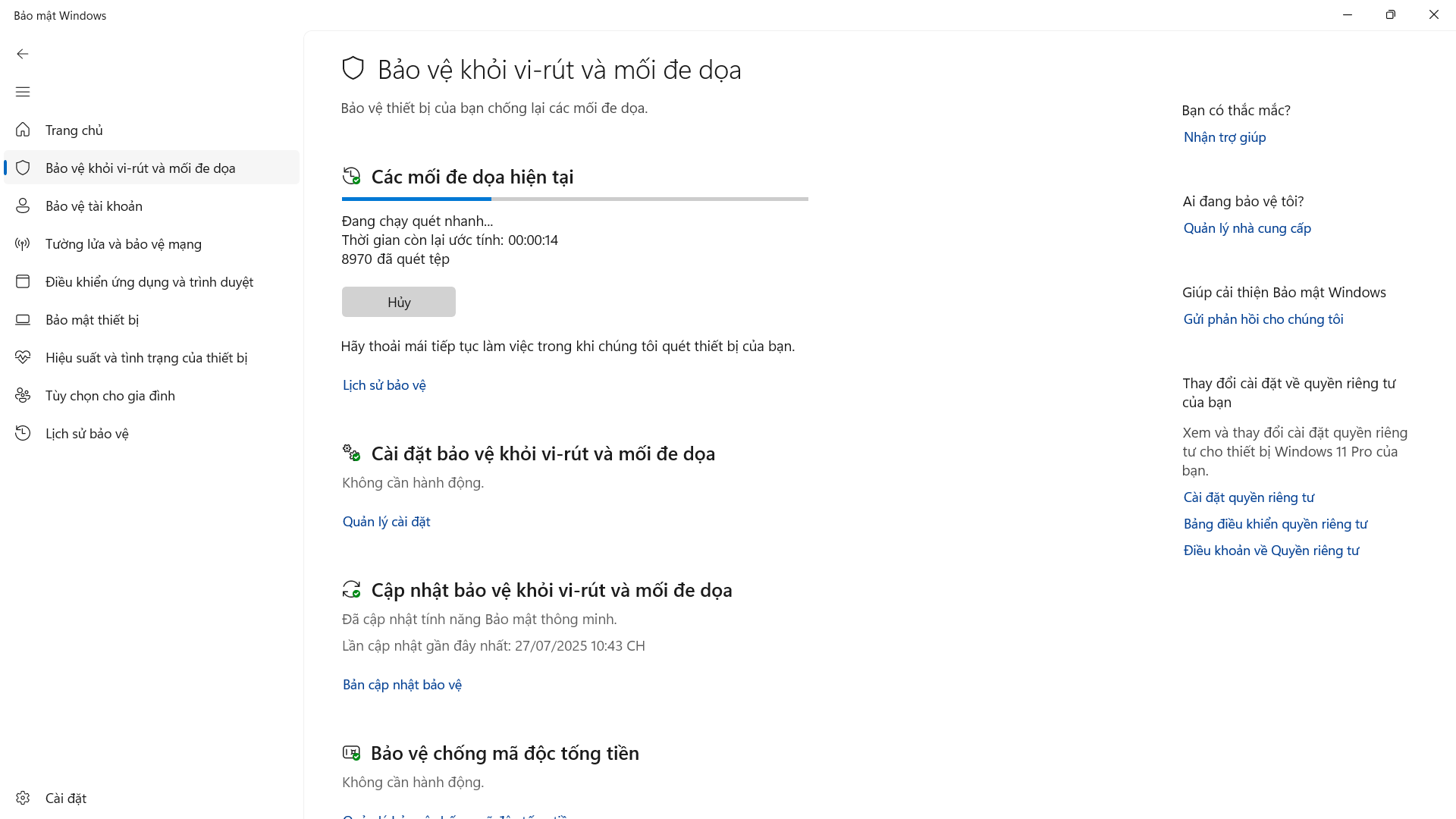
Bảo mật Windows đang quét Virus.

### Bảo vệ thời gian thực
Trong các tùy chọn của Windows Defender, người dùng có thể cấu hình các tùy chọn bảo vệ thời gian thực:
- Auto Start - Theo dõi các chương trình cho phép chạy khi khởi động hệ thống
- System Configuration (settings) - Theo dõi các thiết lập cảnh báo bảo mật trong Windows
- Internet Explorer Add-ons - Theo dõi các chương trình tự động chạy khi mở Internet Explorer
- Internet Explorer Configurations (settings) - Theo dõi cấu hình bảo mật trình duyệt
- Internet Explorer Downloads - Theo dõi các tệp và chương trình được thiết kế cho Internet Explorer
- Services and Drivers - Theo dõi các dịch vụ và trình điều khiển tương tác với Windows và các chương trình
- Application Execution - Theo dõi các hành động của các chương trình khi đang chạy
- Application Registration - Theo dõi các công cụ và tệp nơi mà các chương trình có thể đăng ký để chạy
- Windows Add-ons - Theo dõi các chương trình phụ trợ cho Windows

### Tích hợp với Internet Explorer
Có một sự tích hợp với Internet Explorer cho phép quét file sau khi tải để đề phòng nguy cơ tải về file độc hại. Cải tiến này giống với các trình anti-virus khác trên thị trường. Mặc dù không dùng kèm được với Firefox hoặc các trình duyệt khác, Windows Defender vẫn quét các tệp tải về như một phần của chức năng bảo vệ thời gian thực.

### Software Explorer
Mục Advanced Tools cho phép người dùng khám phá các nguy cơ tiềm ẩn với Software Explorers. Chúng hiển thị các chương trình tự chạy, chương trình đang chạy, chương trình kết nối mạng, và trình cung cấp Winsock (Winsock LSP). Trong mỗi khung Explorer, mỗi đối tượng được đánh giá "Biết", "Không biết" hay "Nguy cơ không mong muốn". Thể loại đầu tiên và cuối cùng cung cấp liên kết liên quan đến đối tượng được chọn, và thể loại thứ hai mời người dùng gửi ứng dụng tới SpyNet để chẩn đoán bởi các chuyên gia.

### Chức năng chỉ định của Windows Vista
Windows Defender trong Windows Vista tự động chặn tất cả các ứng dụng tự chạy cần quyền quản trị (đây là cách đối xử nghi ngờ với các chương trình khởi động). Việc chặn này liên quan đến chức năng UAC (User Account Control) trong Windows Vista, và yêu cầu người dùng tự chạy chúng mỗi lần khi đăng nhập.